# 召喚夜響曲X ～淚光寶冠～
《召喚夜響曲X ～淚光寶冠～》是以任天堂DS為平台的召喚夜響曲系列外傳作品。原定於2009年2月12日發售，但現時改為2009年11月5日發售。

## 故事大綱
來自異世界的神龍海因萊因創造了露恩海姆世界和三女神，之後蘭卡斯特大陸將墜落露恩海姆，為同時拯救露恩海姆和蘭卡斯特上的生命，女神法拉伊特將三塊陸地從露恩海姆上分離以容納墜落的蘭卡斯特大陸。分離出去的三塊大陸分別成為了天空中的三顆星，魔人居住的世界奧瓦德、幻獸的世界法斯提亞那、精靈居住的世界阿香提。三女神分別成為了三個世界的守護神，奧瓦德的守護神——黑之女神克拉維斯、法斯提亞那的守護神——白之女神法拉伊特、阿香提的守護神——金之女神阿庫琳。
蘭卡斯特墜落後，被稱為異邦人的亞人蘭卡斯特族開始和人類一同在露恩海姆上生活。而魔人、幻獸和精靈則各自生活與天空的三塊大陸中。後來，人類和蘭卡斯特族爆發了戰爭，長久的戰爭最終在白色英雄羅蘭德調停下結束，並由他建立了賽列斯蒂亞王國。然而依然有許多無法接受蘭卡斯特族存在的人，在距今30年前（遊戲主線時間）建立了迪爾提亞那帝國與王國對立，並在之後爆發了慘烈的“召喚戰爭”。戰爭最後，帝國皇帝下令建造了召喚塔，將女神克拉維斯召喚到了倫海姆，在倫海姆幾近毀滅之時，賽列斯蒂亞國王以自己的生命為代價使得女神法拉伊特降臨。女神法拉伊特打敗並驅逐了女神克拉維斯，並用最後的力量煉出了白色寶珠封印了召喚之塔。由於帝國和王國兩國國王均在戰爭中身亡，兩國新的統治者為避免國家因戰爭滅亡，以交換兩國王子為條件而簽訂了停戰協定。
淚光寶冠的故事由此展開……

## 人物介紹

### 主角
迪蘭・維爾・迪爾提亞那（Dylan Will Delteana）
配音：福山潤
17歲，迪爾提亞那帝國皇子。作為停戰條約中所交換的人質，離開帝國來到塞列斯提亞王國
在這10年塞列斯提亞王國生活的日子裡，看見自己的祖國不斷的殘害著不同於普通人的蘭卡塔斯族
因此他對自己出生的帝國抱有成見。
法菈・米爾・賽利斯提亞（Phara Mir Celestia）
配音：茅原實里
16歲，塞利斯提亞王國的公主。
由於蘭卡塔斯族人與塞列斯提亞王國共同生存著，因此她和王國對這族人並不抱有任何偏見與歧視
性格溫柔，對於身為人質而前來王國的迪蘭王子的態度也是非常的柔和
具有聽懂召喚獸「姆姆」的語言的特殊技能。

### 其他人物
嘉利特（Garrit）
配音：保志總一朗
塞利斯提亞王國的近衛兵，和法菈一起長大，對法拉非常忠誠
對帝國長期殘害蘭卡塔斯人的行為感到憎恨，因而對身為人質的迪蘭抱有敵意
在王都被襲擊時，聽取諾密斯的命令帶著法拉逃離王都
姆姆（Muu-Muu）
配音：金田朋子
法菈的召喚獸，幼年法拉被襲擊時，不知道從何方突然出現並且趕跑了怪獸
似乎聽得懂人類的語言
艾爾娜蒂塔・克雷巴庭克（Ellenadita Clevertink）
配音：釘宮理惠
迪爾提亞那帝國的貴族，克雷巴庭克家的大小姐
帝蘭的未婚妻，為了把帝蘭帶回帝國，他非常努力著；希望有朝一日能當上皇帝夫人
索提娜・羅恩茲（Sotina Roanz，聲優：瀧田樹里）
法菈伊特神殿的神官，曾和迪蘭和法拉一起生活和學習召喚術
頭腦優異，但對大建築物苦手，所以經常迷路
扎伊茨・恩德基（Seitz Endorge，聲優：立木文彥）
帝爾提那帝國的將軍，在召喚戰爭時還是個士兵
身心都是武人，非常受帝國士兵們信賴
諾因・凡・塞利斯提亞（Noin Won Celestia，聲優：岸尾大輔）
法菈的哥哥，塞利斯提亞王國的皇子，停戰條約中所交換的人質
在帝國的十年間因為被洗腦，導致親手殺害了自己的親生父親
露嘉・納迦（Luga Naga，聲優：皆川純子）
龍恩古蘭德的首領。是非常值得信賴的大姐姐一般的人物，率領著翼戰士戰鬥著。
雖然是蘭卡斯塔族人，不過她父親是人類的緣故，因此她本身沒有翅膀。
樊古（Fang，聲優：諏訪部順一）
蘭卡斯塔族解放戰線「龍恩古蘭德」的翼之戰士。
他是首領露加的好朋友，另外他還有個別名叫做「片翼之樊古」。
維德（Wied，聲優：濱田賢二）
擁有著機械之軀的魔人，由於其是機械化魔人，因此具有非常強力的破壞力和防禦力，不過頭腦不怎麼樣。
芙蕾（Fooray，聲優：ゆかな）
全身被火焰所包圍的妖豔的美女。
能夠自由操作火焰來進行攻擊，性格非常殘忍。
亞修莉＆泰迪爾（Ashlee＆Tydel，聲優：豐崎愛生、大塚明夫）
以父女般存在的兩人組成的一個小組，女兒是亞修莉，而如同巨大士兵一般存在的傢伙就是泰迪爾。
艾梅莉亞・基魯斯托爾（Amelia Kirstol，聲優：平野綾）
於召喚戰爭中實力被認可，帝國首位以女姓將軍在戰爭中擁有高地位的女劍士
不分敵我，只要不滿自己都不會饒恕
拉迪烏斯（Radius，聲優：福山潤）
帝國的年輕將軍，毫無感情的他一直戴著面具隱藏自己的身份而生活著
似乎和迪蘭有什麼牽連，而成為了王子的敵人。有著不為人知的強大背景
諾密斯・凡・塞列斯提亞（Novice Won Celestia，聲優：石塚運升）
塞列斯提亞第三任國王，諾因和法菈的父親
英雄王吉那斯的弟弟，在吉那斯死後，代任成為第三代塞列斯提亞國王。
把迪蘭當作家人看待，體現他為人的溫和
古羅肯・維爾・迪爾提亞那（Glocken Will Delteana，聲優：大塚明夫）
迪爾提亞那的第二任皇帝，迪蘭的父親
舉起人類至上崇意的旗幟，攻擊與蘭卡塔斯族並存的塞列斯提亞王國。
年輕時為使劍的名手，被譽為「神之劍」，雖然已經年老，但卻不能忽視

### 露恩海姆三女神
治癒女神法菈伊特（Fahlight）
守護法斯提亞娜的白之女神
生命女神克洛維絲（Clavis）
配音：田中敦子
守護奧瓦德的黑之女神，所有生命的創造者
秩序女神阿庫琳（Aqurine）
配音：齋藤千和
守護阿香提的金之女神，突然出現在迪蘭與法菈面前
擁有能夠修復被破壞的瑪拉之門的神秘力量，會說一些誰都無法理解的話
非常喜歡法拉，稱呼法拉為「大姊姊」，經常要法拉在睡前唸故事書給她聽
神龍海因萊茵（Heinlein）
配音：丸山詠二
露恩海姆的創造者以及三女神的父親
現居住在神龍的洞窟，雖然已失去「神龍」的力量，但卻不能小覷

## 外部連結
（日語）召喚夜響曲 X ～TEARS CROWN～ 官方網站